# Plagiorhynchus pittarum
Plagiorhynchus pittarum är en hakmaskart som först beskrevs av Marcos A. Tubangui 1935.  Plagiorhynchus pittarum ingår i släktet Plagiorhynchus och familjen Plagiorhynchidae. Inga underarter finns listade i Catalogue of Life.